# Philippe Deschamps
Philippe Deschamps, né le 16 janvier 1920 à Mont-Saint-Aignan et mort le 5 octobre 1994 à Bois-Guillaume, est un professeur de lettres et historien français contemporain.

## Biographie
Professeur de lettres au lycée Fontenelle, il s'intéresse à l'histoire de Rouen.
Membre des Amis des Monuments Rouennais, il en est le président de 1970 à 1974. Il joue un rôle important dans la sauvegarde de l'hôtel Caillot de Coquereaumont.
Élu membre le 11 octobre 1969, il est reçu à l'Académie de Rouen le 14 février 1970. Vice-président en 1976, il en devient président le 15 janvier 1977 et succède à Bernard Boullard.
Un fonds aux archives départementales de la Seine-Maritime aux cotes 238 J 1-121 lui est consacré.